# Mrgan
Mrgan es un pueblo de la municipalidad de Banovići, en el cantón de Tuzla, Bosnia y Herzegovina.

## Superficie
Posee una superficie de 3,32 kilómetros cuadrados.

## Demografía
Hasta 2013 la población era de 356 habitantes, con una densidad de población de 107,2 habitantes por kilómetro cuadrado.